# Gressoney

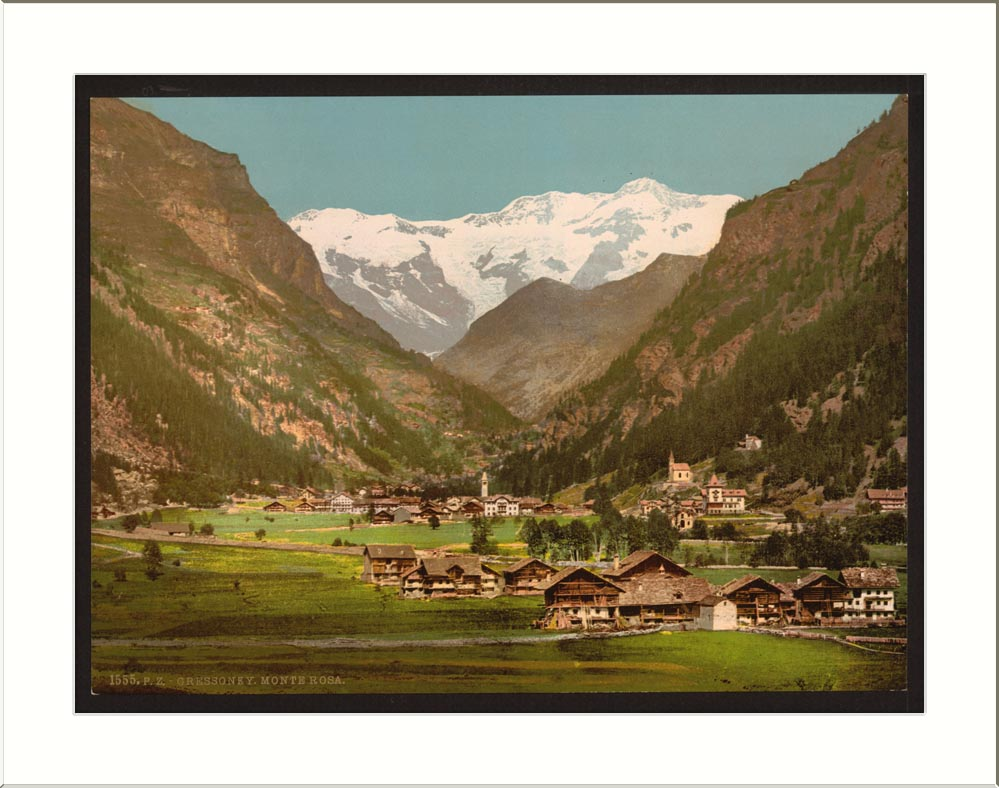
Historische Ansicht von Gressoney mit dem Monte Rosa im Hintergrund

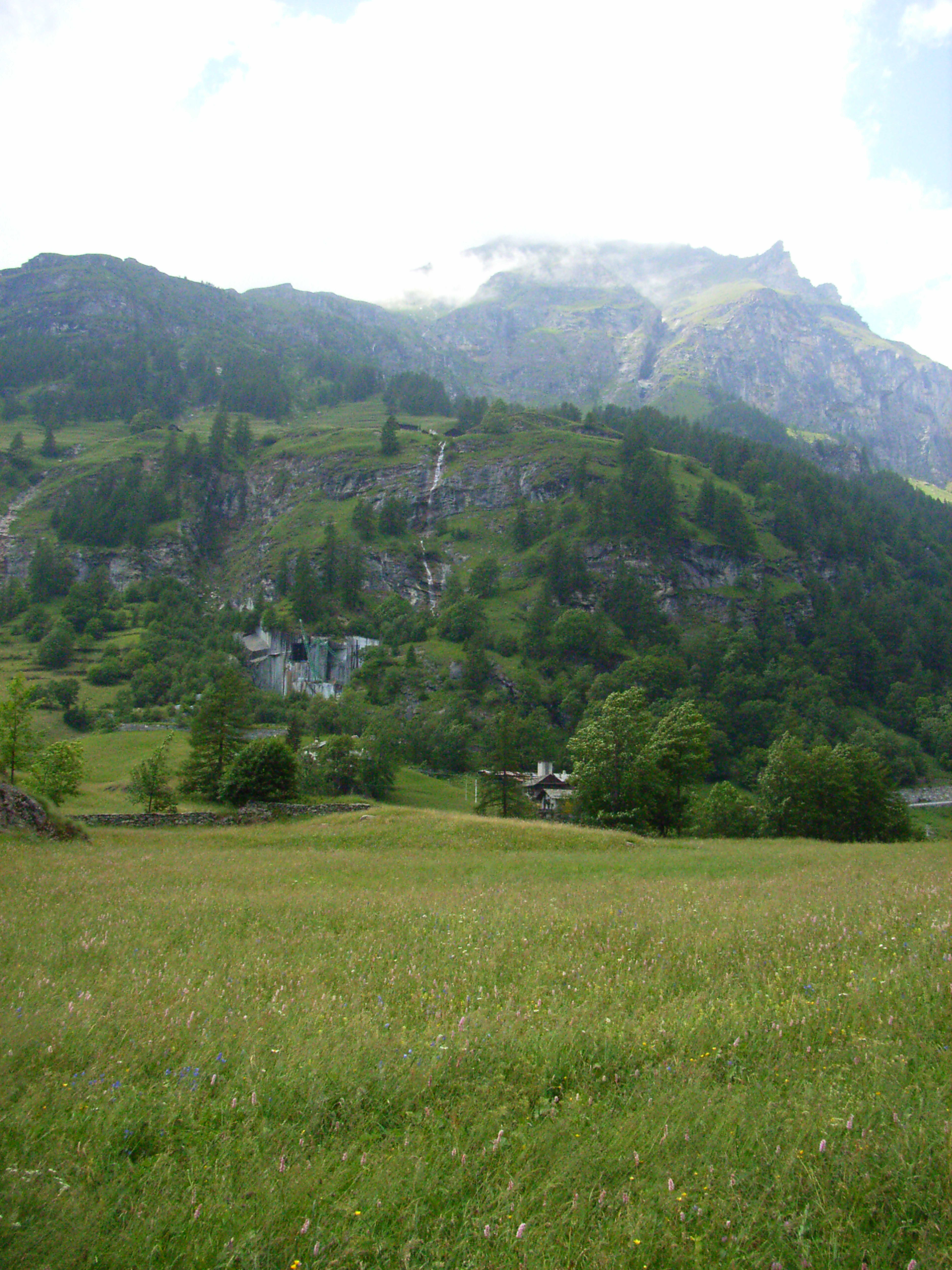
Landschaft im mittleren Lystal bei Bielen

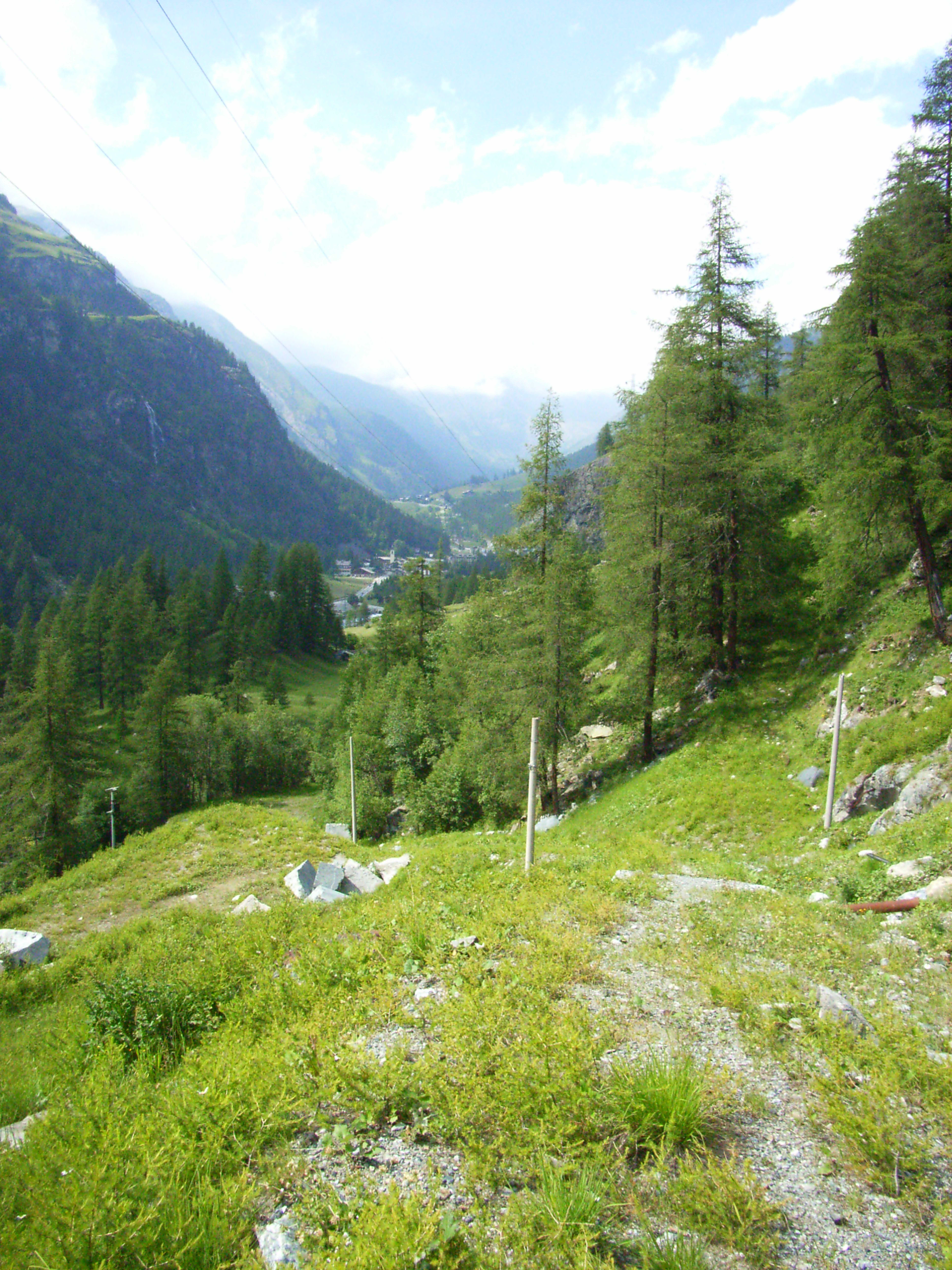
Blick auf Gressoney-La-Trinité

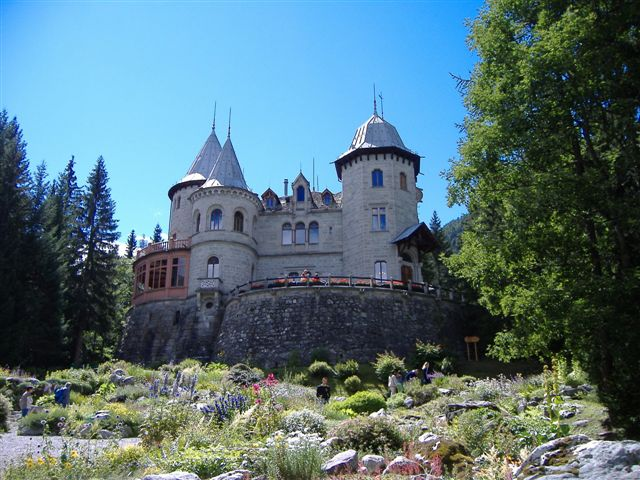
Schloss Savoyen, von Königin Margarethe von Italien erbauter Sommersitz in Gressoney-St-Jean

Koordinaten: 45° 48′ 24″ N, 7° 49′ 26″ O
Gressoney (walserdeutsch Greschonei [greʃɔˈnɛɪ], auf Deutsch vereinzelt in der germanisierten Form Kressenau) ist eine Talschaft südlich des Monte-Rosa-Massivs in der italienischen Region Aostatal. Sie besteht aus zwei Gemeinden, Gressoney-La-Trinité (walserdeutsch Oberteil mit dem Zentrum en de Tache, 1624 m ü. M.) und Gressoney-Saint-Jean (walserdeutsch Mettelteil mit dem Zentrum Platz oder Zer Chilchu, 1385 m ü. M., bzw. [unterer Gemeindeteil] Underteil), wobei La-Trinité das weiter oben im Tal gelegene Dorf ist und Saint-Jean das größere der beiden.

## Geografie
Außerhalb der Gemeinde weiter talabwärts im südwärts verlaufenden Val de Gressoney liegen noch die Ortschaften Gaby (walserdeutsch Goabi) und Issime (walserdeutsch Eischeme). Das Tal wird durchflossen vom Lys (walserdeutsch Liisu/Leisu), der unweit der Grenze zwischen Italien und der Schweiz dem Lysgletscher entspringt und bei Pont-Saint-Martin in die Dora Baltea/Doire Baltée mündet.

## Geschichte

### Das Walserdorf
Das obere Tal der Lys und damit das Gebiet von Gressoney wurde ab dem 12. Jahrhundert vom schweizerischen Zermatt her über den Theodulpass und durch das oberste Val d’Ayas von deutschsprachigen Walsern besiedelt.
Seit dem Mittelalter waren die Gressoneyer Männer als Krämer und Hausierer bekannt, die während des Sommers die Märkte und Messen in der Schweiz und in Deutschland besuchten. Dadurch konnte die Verbindung mit dem deutschen Sprachraum auch während der sogenannten Kleinen Eiszeit erhalten werden, als der im Mittelalter eisfreie Theodulpass von Gletschern bedeckt wurde.
Zwischen 1939 und 1946 bildeten die beiden Gemeinden Gressoney-La-Trinité und Gressoney-Saint-Jean wie schon vor 1767 eine einzige, Gressonei benannte Gemeinde. Die beiden Ortsteile trugen die italianisierten Namen Gressonei La Trinità und Gressonei San Giovanni.

### Herkunft des Ortsnamens
Woher der Name Gressoney kommt, ist nicht sicher bekannt. Die frühesten Belege sind: 1211 in loco Grassoneti, 1308 in valle gressoneti, 1310 iurisdictionem Vallesiae Grassoneti, 1418 iuris dictionem Grassoneti, 1436 homines De gressonei. Der Name ist somit vordeutsch, vermutlich ein Kollektiv auf -ētum.
Andere Deutungen sind haltlos. Eine alte, phantasievolle Erklärung ist Gresson-Ei, das heißt Ei eines Vogels, der Gresson heißen soll. Ein weiterer Etymologisierungsversuch ist, dass Gressoney die Romanisierung eines deutschen Kressen-Au sein soll. Im Umkehrschluss wollte man den beiden Gemeinden den deutschen Namen „Kressenau“ geben, doch haben die Einwohner der fraglichen Orte diesen Phantasienamen selbst nie gebraucht, und er hat sich auch nördlich der Alpen nie durchgesetzt.

## Sprachsituation

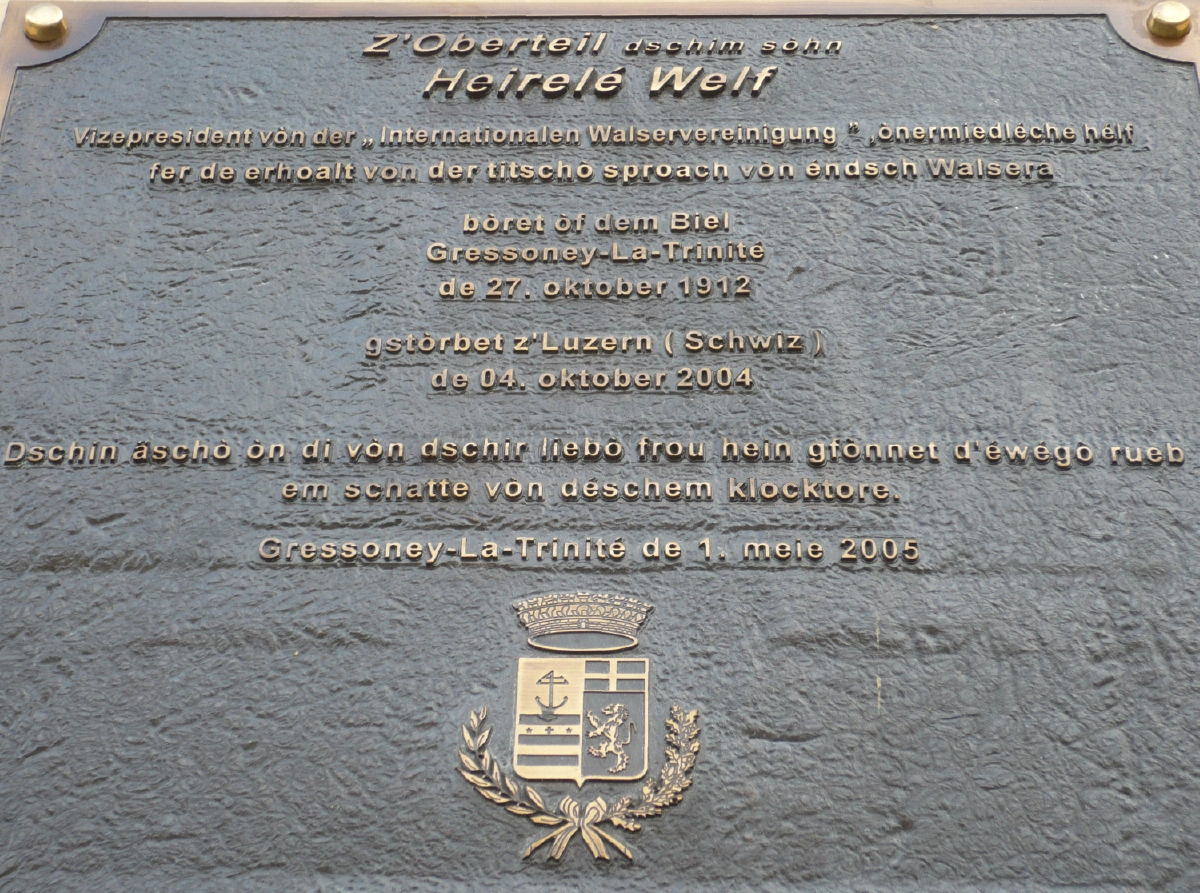
Gedenktafel für Heinrich Welf, Förderer der Walsermundart von Gressoney

Gressoney ist eine traditionell deutschsprachige Gemeinde. Ein Teil der Bevölkerung (in der älteren Generation der weitaus größere Teil) spricht noch heute Greschuneititsch, das lokale Walserdeutsch, ein höchstalemannische deutsche Mundart. Dominant ist heute allerdings das Italienische.
Die Italianisierung hat erst mit dem Aufkommen des Wintertourismus und besonders seit den 1960er Jahren stark zugenommen. Die heutige Sprachsituation ist geprägt von einer starken Zwei- bzw. Mehrsprachigkeit mit einer zunehmenden Dominanz des Italienischen. Nach einer von Anna Giacalone Ramat 1976/77 durchgeführten Befragung sprachen von den Einwohnern Gressoneys, die vor 1923 zur Welt kamen, 76,1 % Gressoneydeutsch, von denen, die zwischen 1923 und 1952 geboren wurden, noch 55,9 % und von denen, die nach 1952 auf die Welt kamen, noch 37,5 %. 1992 konnten gemäß einer Erhebung von Peter Zürrer von den 6–11-jährigen Schülern 14,6 % «gut» oder «ein wenig» Deutsch. 2009 beherrschen nur sehr wenige Kinder noch den walserdeutschen Dialekt, die meisten wachsen einsprachig Italienisch auf.
Unterrichtssprachen in der Schule sind Italienisch und aufgrund des Autonomiestatuts für das Aostatal auch Französisch. Im privaten Bereich ist Französisch in Gressoney hingegen nicht präsent. Seit den 1980er Jahren gibt es eine Stunde pro Woche Unterricht in Walserdeutsch. Im Schuljahr 2008/2009 wurde an den Schulen in Gressoney und dem benachbarten Issime erstmals das Fach (Standard-)Deutsch eingeführt, wozu zwei Deutschlehrerinnen eingestellt wurden. Eine der Lehrerinnen, die in der Grundschule und im Kindergarten arbeitet, spricht auch das Titsch von Gressoney. Deutsch ist nunmehr Pflichtfach, darüber hinaus aber keine Unterrichtssprache.
In Issime (im lokalen Dialekt Eischeme), einer sich weiter unten im Lystal befindlichen Gemeinde, wird z. T. ebenfalls eine Mundart des Walserdeutschen gesprochen, wobei sich die Gressoneyer und die Issimer Mundart derart stark unterscheiden, dass sie von der Bevölkerung des jeweils anderen Dorfes für unverständlich gehalten wird.

## Einwohner
| Jahr                 | 1861 | 1871 | 1881 | 1901 | 1911 | 1921 | 1931 | 1936 | 1951 | 1961 | 1971 | 1981 | 1991 | 2001 |
| Einwohner La-Trinité | 224  | 222  | 214  | 167  | 168  | 158  | 164  | 192  | 188  | 198  | 239  | 275  | 285  | 297  |
| Einwohner St-Jean    | 882  | 873  | 909  | 949  | 1003 | 1010 | 725  | 730  | 732  | 742  | 727  | 733  | 763  | 789  |

## Steingewinnung

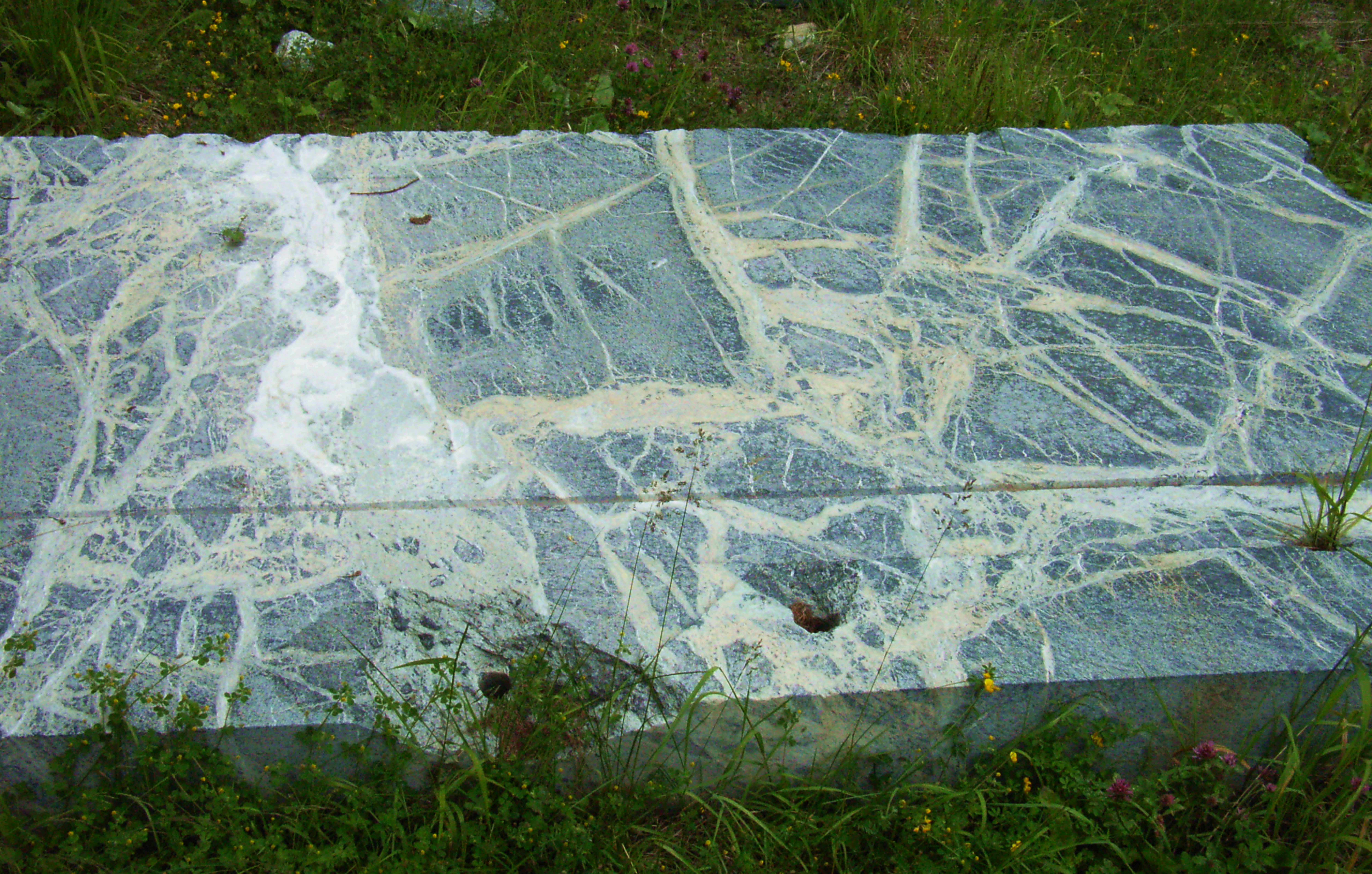
Serpentinitbrekzie aus Gressoney

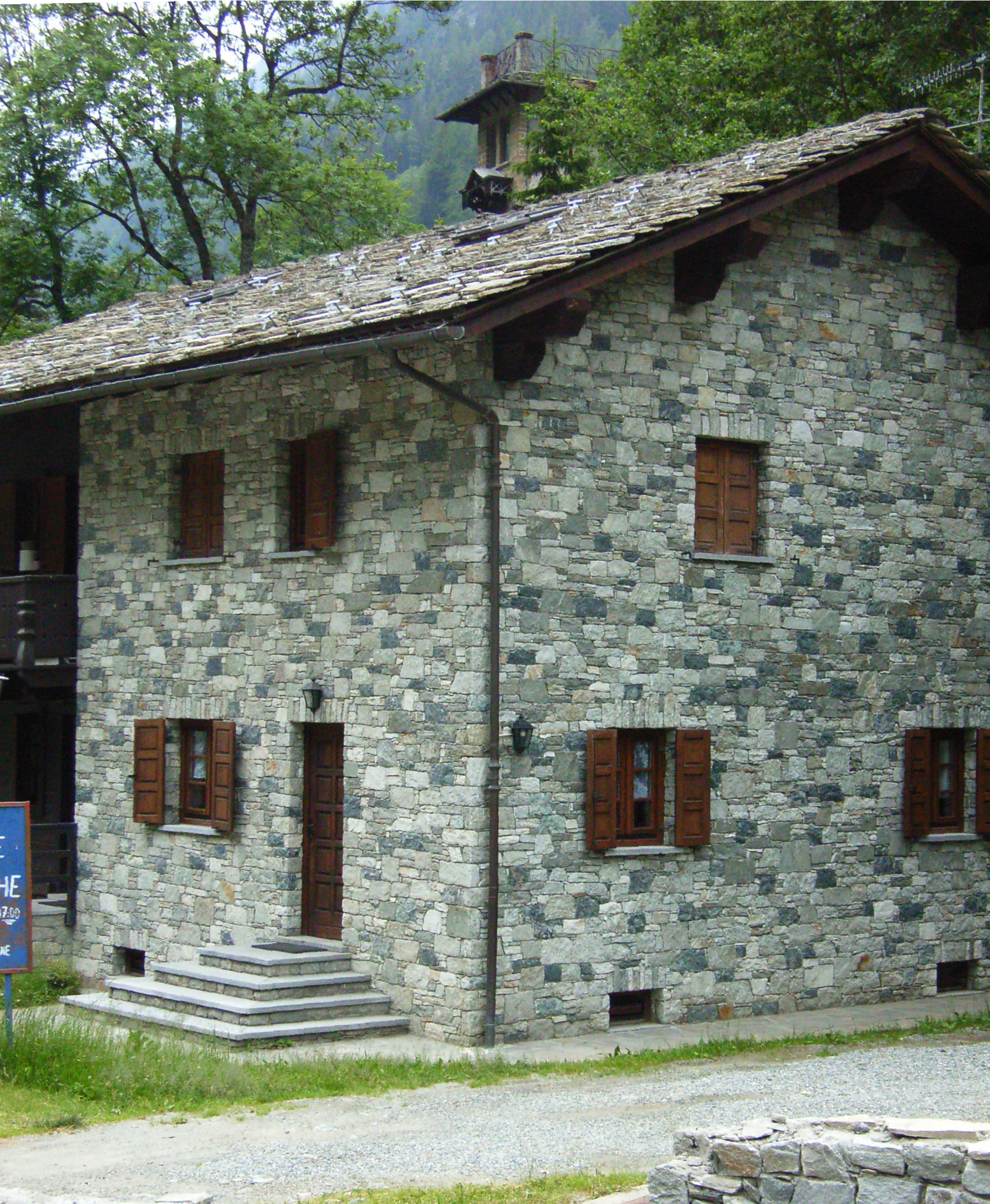
Moderne Architektur in Anlehnung an traditionelle Steinbearbeitung

Im Val di Gressoney wird seit langer Zeit Naturwerkstein abgebaut. Im 20. Jahrhundert konzentrierte man sich dabei auf grüne Serpentinitsorten, die weltweit Absatz finden. Es handelt sich dabei um brekzienartige Vorkommen, die durch ihre Struktur ein attraktives lebhaftes Bild in dem tiefgrünen Gestein erzeugen. Der Abbau erfolgt ausschließlich mit der Seilsäge.

### Zur Mundart
- Centro Studi e Cultura Walser / Walser Kulturzentrum: Greschòneytitsch. Vocabolario Italiano – Titsch. Gressoney St-Jean 1988.
- Centro Studi e Cultura Walser / Walser Kulturzentrum: Greschòneytitsch. Vocabolario Titsch Deutsch – Italiano. Gressoney St-Jean 1998.
- Luciana Favre, Elide Squindo: Z Greschòneytitscha. Gròndsetzléché grammaték. Fondamenti di grammatica del titsch di Gressoney. Edizioni dell’Orso, Alessandria 2022.
- Livio Gaeta, Caterina Saracco, Raffaele Cioffi: Greschòneytitsch. Nuovo dizionario Titsch – Italiano / Tedesco. Edizioni dell’Orso, Alessandria 2024.
- Caterina Saracco: Le varietà walser dell’Italia settentrionale: Gressoney e il titsch. In: Erica Autelli, Marco Caria, Riccardo Imperiale (Hrsg.): Le varietà storiche minoritarie in Italia. Band 1: L’Italia settentrionale (Linguistik Online 130/6, 2024).
- Peter Zürrer: Wortfelder in der Mundart von Gressoney. Ein Beitrag zur Kenntnis der norditalienischen Walser-Mundarten. Frauenfeld 1975 (Beträge zur schweizerdeutschen Mundartforschung 21). (Digitalisat).
- Peter Zürrer: Wörterbuch der Mundart von Gressoney. Mit einer Einführung in die Sprachsituation und einem grammatischen Abriss. Frauenfeld 1982 (Beiträge zur schweizerdeutschen Mundartforschung 24). (Digitalisat).
- Peter Zürrer: Deutscher Dialekt in mehrsprachiger Gemeinschaft. Die Sprachinselsituation von Gressoney (Valle d’Aosta, Italien). Wiesbaden/Stuttgart 1986 (ZDL Beihefte 53).
- Peter Zürrer: Sprachinseldialekte. Walserdeutsch im Aostatal. Aarau 1999 (Reihe Sprachlandschaften 23; behandelt die Mundarten von Gressoney und Issime).

### Zur Geschichte Gressoneys
- Valentin Curta: Gressoney einst und jetzt. Aus alten Chroniken und Überlieferungen. Hrsg.: Centro Studi e Cultura Walser / Walser Kulturzentrum. 2. Auflage. Mailand 1994.
- Lino Guindani: Grüße aus Gressoney. Dai pionieri della fotografia alle cartoline d'epoca. Collezione Curta-Guindani. 2. Auflage. Gressoney 2010.
- Interreg IIIB „Walser Alps“ (Hrsg.): Walserhous. L’architettura storica nell’alta valle del Lys. Quart 2001.
- Eugenio Squindo, Valeria Cyprian: Gressoney-Saint-Jean. Ónderteil – Mettelteil. Saint Christophe 2010.